# Tripla giunzione di Rodrigues

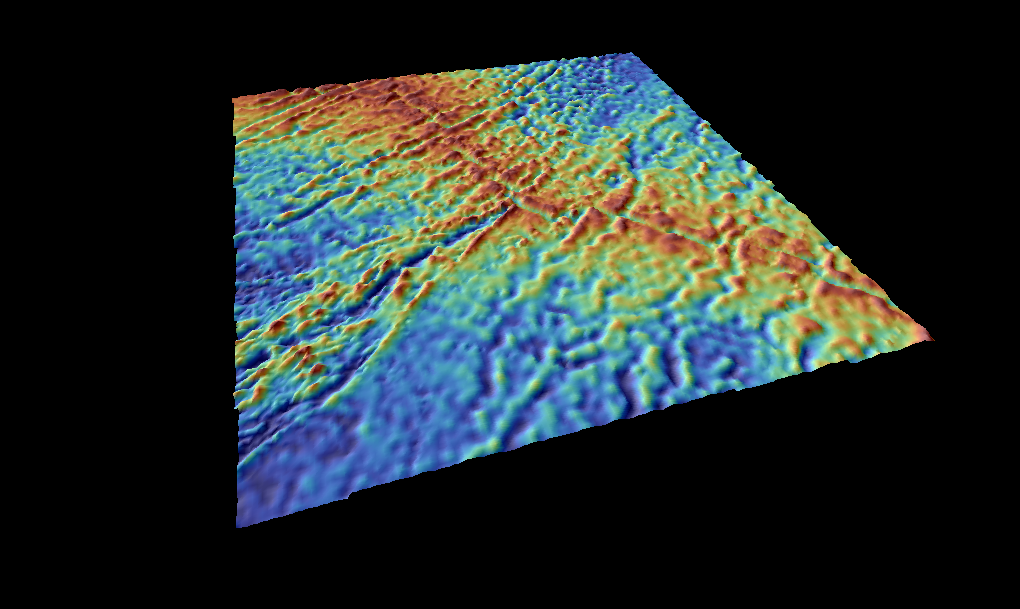
La tripla giunzione di Rodrigues vista da sud. Si noti la "scia" lasciata dallo spostamento verso nord-est della giunzione.

La tripla giunzione di Rodrigues (in inglese Rodrigues triple junction, RTJ), conosciuta anche come tripla giunzione dell'Indiano centrale, è una tripla giunzione geologica situata nella regione meridionale dell’Oceano Indiano, nel punto di incontro di tre placche tettoniche, nella fattispecie, la placca africana, la placca indo-australiana e la placca antartica.
La tripla giunzione di Rodrigues, che prende il nome dall'isola Rodrigues, situata circa 1000 km a nord-ovest da essa, fu scoperta nel 1971 e, anche se basandosi su dati piuttosto grossolani, descritta come una tripla giunzione stabile di tipo R-R-R (ridge-ridge-ridge).

## Margini
I margini delle tre placche che si incontrano in questo punto di intersezione sono tutti quanti dei margini divergenti, ossia costruttivi, si tratta infatti di tre dorsali oceaniche (in inglese mid-oceanic ridge): la dorsale medio-indiana (CIR), posta fra la placca africana e quella indo-australiana e con una velocità di allargamento di 50 mm/anno, la dorsale indiana sudoccidentale (SWIR), situata fra la placca africana e quella antartica e con una velocità di allargamento di 16 mm/anno e la dorsale indiana sudorientale (SEIR), posta fra la placca australiana e quella antartica, la cui una velocità di allargamento è di 60 mm/anno.
Va detto che le velocità di allargamento sopra riportate sono quelle che le dorsali hanno in corrispondenza della giunzione. Le velocità infatti variano lungo il percorso delle dorsali, la dorsale indiana sudorientale, ad esempio, si allarga molto più velocemente tra le anomalie magnetiche 31 e 22, con un picco di 110 km/Ma in corrispondenza dell'anomalia numero 28.
Tutte e tre le dorsali sono poi intersecate da altri margini divergenti: la dorsale medio-indiana è intersecata dal margine tra placca indiana e placca del Capricorno; la dorsale indiana sudorientale dal margine fra la placca del Capricorno e la placca australiana e la dorsale indiana sudoccidentale dal margine tra la placca numidica e quella somala.

## Formazione ed evoluzione
La tripla giunzione di Rodrigues è nata 64 milioni di anni fa, quando il microcontinente delle Seychelles si è staccato dalla placca indiana dando origine alla dorsale di Carlsberg.  Da allora la giunzione si è spostata verso nord-est dalle attuali coordinate dell'estremità meridionale del Madagascar fino alla sua attuale posizione.
Dal momento della sua formazione, la giunzione ha iniziato a spostarsi verso nord-est con una velocità sempre inferiore, passando dagli iniziali 10 cm/anno a 2,6 cm/anno 43 milioni di anni fa. Da circa 41 milioni di anni fa ad oggi la velocità di spostamento si è stabilizzata a circa 3,6-3,8 cm/anno. L'inizio di questa stabilità coincide con l'apparizione della curvatura nella catena sottomarina dell'Imperatore hawaiano (in inglese Hawaiian-Emperor seamount chain), suggerendo quindi che in quel periodo ci sia stata una riorganizzazione globale delle placche tettoniche.
Originariamente considerata una giunzione stabile di tipo R-R-R, oggi molti considerano la tripla giunzione di Rodrigues, una giunzione instabile di tipo R-R-F (ridge-ridge-fault) in cui l'asse della dorsale medio-indiana è deviato verso nord-est ad una velocità di 14 km/Ma a causa della differenza tra le velocità di allargamento della dorsale indiana sudorientale e la stessa dorsale medio-indiana. Una simile configurazione la si ritrova anche nella tripla giunzione delle Galápagos, nell'Oceano Pacifico orientale.
Ogni volta che la giunzione si sposta verso nord-est un nuovo segmento viene aggiunto alla dorsale medio-indiana, con il risultato che mentre la lunghezza di quest'ultima si accresce costantemente, la lunghezza della dorsale indiana sudorientale resta costante. La velocità di allargamento della dorsale indiana sudoccidentale è più bassa rispetto a quella della altre due ma essa aumenta comunque costantemente di lunghezza a causa dell'estensione della placca tra la dorsale medio-indiana e la stessa dorsale indiana sudoccidentale.